# Coupe de France 1993/94
Der Wettbewerb um die Coupe de France in der Saison 1993/94 war die 77. Ausspielung des französischen Fußballpokals für Männermannschaften. In diesem Jahr meldeten 6.261 Vereine, darunter auch solche aus den überseeischen Besitzungen Frankreichs.
Titelverteidiger war Paris Saint-Germain, der diesmal im Viertelfinale ausschied. Die Trophäe gewann die Association de la Jeunesse Auxerroise, die damit bei ihrer zweiten Finalteilnahme nach 1979 zum ersten Mal erfolgreich war. Endspielgegner Montpellier Hérault SC stand in seinem vierten Finale; 1990 war den Südfranzosen der Gewinn der Coupe zuletzt gelungen.
Dass in der ersten landesweiten Runde bereits acht Erstligisten ausschieden, stellte die negative Höchstmarke von 1980 ein; damals hatten die unterklassigen Mannschaften aber auch noch kein Heimrecht. Für Letztgenannte war es in diesem Wettbewerb dennoch schwer und sie waren im Halbfinale nicht mehr vertreten. Mit dem FC Sète, EA Guingamp und SO Châtellerault brachten es drei Semiprofiteams aus der National 1 (dritte Liga) bis ins Achtelfinale; der traditionsreiche viertklassige Amateurklub Racing Paris 92 kam sogar noch eine Runde weiter. Im Achtelfinale waren auch noch vier Mannschaften aus der professionellen Division 2 vertreten, von denen nur die US Valenciennes bis ins Viertelfinale vordrang, wo sie ebenfalls ausschied.
Nach den von den regionalen Untergliederungen des Landesverbands FFF organisierten Qualifikationsrunden griffen ab der Runde der letzten 64 Mannschaften auch die 20 Erstdivisionäre in den Wettbewerb ein. Die Paarungen und das Heimrecht wurden für jede Runde frei ausgelost; lediglich im Zweiunddreißigstelfinale durften diejenigen Vereine ihre Partie automatisch vor eigenem Publikum austragen, die gegen einen mindestens zwei Klassen höher spielenden Gegner antraten. Bei unentschiedenem Spielstand nach Verlängerung kam es zu einem Elfmeterschießen.

## Zweiunddreißigstelfinale
Spiele zwischen 21. und 23. Januar 1994. Die Vereine der beiden professionellen Ligen sind mit D1 bzw. D2 bezeichnet, diejenigen der semiprofessionellen dritten Division mit D3; die landesweiten Amateurspielklassen firmieren als D4 und D5, die höchsten regionalen Amateurligen als DH bzw. PH („Division d’Honneur“ bzw. „Promotion d’Honneur“).
| - RC Strasbourg D1 – Girondins Bordeaux D1 1:1 n. V. (2:3 i. E.) - Foyer Espérance Trélazé DH – RC Lens D1 0:5 - FC Bourges D2 – SO Châtellerault D3 0:0 n. V. (5:6 i. E.) - AS Évry D3 – Olympique Charleville-Mézières D2 0:1 - FC Pau D3 – AS Saint-Étienne D1 1:1 n. V. (4:3 i. E.) - Côte Chaude Sportif PH – Paris Saint-Germain D1 0:10 - FC Vaulx-en-Velin D4 – FC Nantes D1 0:2 - US Saint-Malo D4 – HSC Montpellier D1 0:0 n. V. (3:4 i. E.) - US Jeanne d’Arc Carquefou DH – FC Lorient D3 0:1 - ESA Brive D3 – Olympique Marseille D1 0:0 n. V. (2:4 i. E.) - Olympique Lyon D1 – Olympique Nîmes D1 2:0 - US Fécamp D3 – US Valenciennes D2 1:1 n. V. (3:4 i. E.) - ES Viry-Châtillon D4 – AS Libourne D4 0:1 - CS Avion DH – RC Lons-le-Saunier D5 1:1 n. V. (3:1 i. E.) - Stade Laval D2 – FC Rouen D2 2:0 - EA Guingamp D3 – AS Cannes D1 3:2 n. V. | - US Forbach D5 – CS Sedan D2 0:1 - LB Châteauroux D3 – SCO Angers D1 1:0 - OSC Lille D1 – Stade Rennes D2 1:2 n. V. - Le Havre AC D1 – AS Beauvais D2 2:3 - FC Martigues D1 – SC Bastia D2 0:2 - Stade Pontivy DH – AJ Auxerre D1 0:3 - Olympique Alès D2 – FC Perpignan D3 2:1 - AS Muret D3 – AS Monaco D1 0:1 - AS Lyon-Duchère D3 – Stade Rodez D4 1:0 - FC Sète D3 – SM Caen D1 1:0 - FC Sens D5 – UC Le Mans D2 0:4 - CS Neuville PH – FC Toulouse D1 1:2 n. V. - SA Épinal D3 – FC Sochaux D1 1:2 n. V. - ES Vitrolles DH – Red Star 93 D3 0:4 - FC Saint-Leu D3 – FC Metz D1 0:1 - Racing Paris 92 D4 – Paris FC D3 2:1 |

## Sechzehntelfinale
Spiele zwischen 11. und 13. Februar 1994
| - RC Lens D1 – SC Bastia D2 3:0 - AS Beauvais D2 – HSC Montpellier D1 0:3 - AJ Auxerre D1 – CS Sedan D2 4:2 - FC Lorient D3 – FC Nantes D1 0:2 n. V. - FC Sète D3 – AS Libourne D4 1:0 - EA Guingamp D3 – Red Star 93 D3 2:1 - FC Toulouse D1 – AS Monaco D1 0:2 - FC Sochaux D1 – Olympique Marseille D1 0:1 | - Stade Rennes D2 – US Valenciennes D2 1:1 n. V. (3:4 i. E.) - SO Châtellerault D3 – FC Metz D1 3:1 n. V. - FC Pau D3 – Olympique Charleville-Mézières D2 1:1 n. V. (6:7 i. E.) - Olympique Alès D2 – AS Lyon-Duchère D3 3:0 - CS Avion DH – Paris Saint-Germain D1 1:4 n. V. - Stade Laval D2 – Olympique Lyon D1 1:1 n. V. (3:1 i. E.) - UC Le Mans D2 – Girondins Bordeaux D1 0:0 n. V. (7:8 i. E.) - LB Châteauroux D3 – Racing Paris 92 D4 1:1 n. V. (1:4 i. E.) |

## Achtelfinale
Spiele am 18./19. März 1994
| - Stade Laval D2 – HSC Montpellier D1 1:2 - FC Nantes D1 – Girondins Bordeaux D1 1:0 - FC Sète D3 – AJ Auxerre D1 1:4 - US Valenciennes D2 – Olympique Alès D2 2:1 | - AS Monaco D1 – Olympique Marseille D1 0:0 n. V. (3:4 i. E.) - SO Châtellerault D3 – Racing Paris 92 D4 0:1 - EA Guingamp D3 – Paris Saint-Germain D1 0:1 - RC Lens D1 – Olympique Charleville-Mézières D2 3:1 n. V. |

## Viertelfinale
Spiele zwischen 19. und 23. April sowie am 4. Mai 1994
| - FC Nantes D1 – US Valenciennes D2 3:1 - Racing Paris 92 D4 – AJ Auxerre D1 1:2 | - Olympique Marseille D1 – HSC Montpellier D1 0:0 n. V. (3:4 i. E.) - Paris Saint-Germain D1 – RC Lens D1 1:2 |

## Halbfinale
Spiele am 10. Mai 1994
| - AJ Auxerre D1 – FC Nantes D1 1:0 | - RC Lens D1 – HSC Montpellier D1 0:2 |

## Finale
Spiel am 14. Mai 1994 im Pariser Prinzenparkstadion vor 45.189 Zuschauern
- AJ Auxerre – HSC Montpellier 3:0 (1:0)

### Mannschaftsaufstellungen
AJ Auxerre: Lionel Charbonnier – Alain Goma, Franck Silvestre, Frank Verlaat, Stéphane Mahé – Raphaël Guerreiro, Moussa Saïb, Corentin Martins  – Christophe Cocard (Lilian Laslandes, 87.), Gérald Baticle, Pascal Vahirua (Franck Rabarivony, 86.)
Trainer: Guy Roux
HSC Montpellier: Claude Barrabé – Bertrand Reuzeau (Bruno Alicarte, 57.), Michel Der Zakarian , Thierry Laurey, Serge Blanc – Philippe Perilleux (Fabrice Divert, 57.), Jérôme Bonnissel, Bruno Carotti, Franck Rizzetto – Christophe Sanchez, Fabien Lefèvre
Trainer: Gérard Gili
Schiedsrichter: Marc Batta (Marseille)

### Tore
1:0 Saïb (17.)

2:0 Baticle (48.)

3:0 Martins (86.)

### Besondere Vorkommnisse
Die AJ Auxerre, ursprünglich aus der katholischen Sportbewegung hervorgegangen, verkraftete den verletzungsbedingten Ausfall ihres Stammtorhüters Bruno Martini auch im Endspiel und gewann den ersten Titel ihrer Vereinshistorie.
In dieser Saison überschattete die „Affaire OM-VA“ den französischen Fußball, auch den Pokalwettbewerb: Olympique Marseille (OM) wurde der versuchten Spielmanipulation gegenüber der US Valenciennes-Anzin (VA) in der vorangegangenen Ligasaison 1992/93 überführt, sein Meistertitel aberkannt und der Klub im Sommer 1994 in die zweite Division strafversetzt.